# Антидот
Антидот је био старогрчки сликар, кога је Плиније Старији помињао у својој Природној историји.

## Живот
Антидот је био на врхунцу професионалног стваралаштва око 336. пре Христа. Према Плинију био је Еуфраноров ученик и учитељ Никије Атињанина. Радио је у енкаустици.
Плиније каже да је „Антидот, као сликар, био више пажљив у својим делима него плодан, а колорит му је био строгог стила. Он помиње три његове слике у Атини: „Борац наоружан штитом; Рвач, такође; и Трубач, дело које се сматра најизврснијим остварењем“.
Плиније је једини писац који га је поменуо.